# Esgrima nos Jogos Olímpicos de Verão de 1980
A esgrima nos Jogos Olímpicos de Verão de 1980 foi realizada em Moscou, na União Soviética, com oito eventos disputados.

## Eventos da esgrima
Masculino: Florete individual | Espada individual | Sabre individual | Florete por equipe | Espada por equipe | Sabre por equipe
Feminino: Florete individual | Florete por equipe

## Masculino

### Florete individual masculino
| Pos. | País                  | Atletas             |
| ---- | --------------------- | ------------------- |
|      | União Soviética (URS) | Vladimir Smirnov    |
|      | França (FRA)          | Pascal Jolyot       |
|      | União Soviética (URS) | Aleksander Romankov |

### Espada individual masculino
| Pos. | País          | Atletas          |
| ---- | ------------- | ---------------- |
|      | Suécia (SWE)  | Johan Harmenberg |
|      | Hungria (HUN) | Ernõ Kolczonay   |
|      | França (FRA)  | Philippe Riboud  |

### Sabre individual masculino
| Pos. | País                  | Atletas            |
| ---- | --------------------- | ------------------ |
|      | União Soviética (URS) | Viktor Krovopuskov |
|      | União Soviética (URS) | Mikhail Burtsev    |
|      | Hungria (HUN)         | Imre Gedővári      |

### Florete por equipe masculino
| Ouro                                                                                       | Prata | Bronze                                                                  |
| FRA França Didier Flament Pascal Jolyot Bruno Boscherie Philippe Bonin Frederic Pietruszka | URS União Soviética Aleksander Romankov Vladimir Smirnov Sabirzhan Ruziev Ashot Karagian Vladimir Lapitsky | POL Polônia Adam Robak Bogusław Zych Lech Koziejowski Marian Sypniewski |

### Espada por equipe masculino
| Ouro                                                                                  | Prata                                                                                          | Bronze                                                                                        |
| FRA França Philippe Riboud Patrick Picot Hubert Gardas Philippe Boisse Michel Salesse | POL Polônia Piotr Jabłkowski Andrzej Lis Leszek Swornowski Ludomir Chronowski Mariusz Strzałka | URS União Soviética Ashot Karagian Boris Lukomsky Aleksander Abushackmetov Aleksander Mozhaev |

### Sabre por equipe masculino
| Ouro                                                                                                   | Prata                                                                                       | Bronze                                                                            |
| URS União Soviética Mikhail Burtsev Viktor Krovopuskov Viktor Sidjak Vladimir Nazlymov Nikolai Alekhin | ITA Itália Michele Maffei Mario Aldo Montano Marco Romano Ferdinando Meglio Giovanni Scalzo | HUN Hungria Imre Gedővári Rudolf Nébald Pál Gerevich Ferenc Hammang György Nébald |

## Feminino

### Florete individual feminino
| Pos. | País          | Atletas                 |
| ---- | ------------- | ----------------------- |
|      | França (FRA)  | Pascale Trinquet-Hachin |
|      | Hungria (HUN) | Magda Maros             |
|      | Polônia (POL) | Barbara Wysoczańska     |

### Florete por equipe feminino
| Ouro | Prata | Bronze                                                                                       |
| FRA França Brigitte Latrille-Gaudin Pascale Trinquet-Hachin Isabelle Begard Veronique Brouquier Christine Muzio | URS União Soviética Valentina Sidorova Nailia Giliazova Elena Novikova-Belova Irina Ushakova Larisa Tsagaraeva | HUN Hungria Ildikó Schwarczenberger Magda Maros Gertrúd Stefanek Zsuzsanna Szőcs Edit Kovács |

## Quadro de medalhas da esgrima
| Ordem | País                | Medalha de ouro | Medalha de prata | Medalha de bronze | Total |
| ----- | ------------------- | --------------- | ---------------- | ----------------- | ----- |
| 1     | FRA França          | 4               | 1                | 1                 | 6     |
| 2     | URS União Soviética | 3               | 3                | 2                 | 8     |
| 3     | SWE Suécia          | 1               | 0                | 0                 | 1     |
| 4     | HUN Hungria         | 0               | 2                | 3                 | 5     |
| 5     | POL Polônia         | 0               | 1                | 2                 | 3     |
| 6     | ITA Itália          | 0               | 1                | 0                 | 1     |